# I'm Outta Time
I'm Outta Time è un singolo del gruppo musicale britannico Oasis, pubblicato il 1º dicembre 2008 come secondo estratto dal settimo album in studio Dig Out Your Soul.

## Descrizione
Il brano, scritto dal cantante Liam Gallagher, è stato descritto da NME come una "ballata bella, molto bella". Il pezzo contiene, verso la fine, una traccia audio di John Lennon tratta dall'intervista rilasciata dal cantante due giorni prima della sua morte. Noel Gallagher l'ha descritta come "ingannevolmente eccezionale", aggiungendo che è una canzone "per le signore". Il 4 ottobre 2008 è stata mandata in onda nel corso della trasmissione Russell Brand, su BBC Radio 2, e il 1º dicembre è stata lanciata come secondo singolo.

## Successo commerciale
Il singolo è entrato solo al 12º posto nella classifica dei singoli del Regno Unito, uscendo la settimana successiva. Dal 1994, per i ventidue singoli precedenti a questo (cioè dal terzo, Live Forever, in poi), gli Oasis avevano sempre raggiunto le prime dieci posizioni.

## Video musicale
Il videoclip, girato a Bourton-on-the-Water, descrive un "viaggio surreale in un paesaggio inglese al chiaro di luna". Il protagonista è Liam Gallagher, che indossa un cappello da cowboy e canta la canzone in un bosco, circondato da numerosi animali: un gufo, una volpe e alcune farfalle. Più tardi inizia a vagare per la zona ai lati del bosco, oltrepassando una cattedrale, un ponte e anche un paese in miniatura, fino ad arrivare ad un vecchio giradischi contenente un LP di John Lennon. A quel punto Liam si stende sul prato e, osservando il giradischi, canta: "Guess I'm outta time" ("Credo di non avere più tempo"). Alla fine del video Gallagher si allontana, mentre sull'LP scorre la voce di John Lennon (la presenza del giradischi rievoca il video di Wonderwall).
Si noti come nei videoclip delle canzoni che vedono Liam come autore del testo non compaiano mai gli altri membri degli Oasis. Un altro esempio è il video di Songbird, canzone scritta da Liam, dove questi è l'unico protagonista.

## Formazione
- Liam Gallagher - voce, chitarra acustica
- Noel Gallagher - chitarra elettrica, chitarra acustica, elettrofono, mellotron, tastiere
- Gem Archer - chitarra elettrica, chitarra acustica, pianoforte, tastiere
- Andy Bell - basso
- Zak Starkey - batteria

## Tracce
CD
1. I'm Outta Time (album version) – 4:10
2. I'm Outta Time (Twiggy Ramirez remix) – 6:14
3. The Shock of the Lighting (Jagz Kooner remix) – 6:40

7" (RKID55)
1. I'm Outta Time (album version) – 4:10
2. To Be Where There's Life (Neon Neon remix) – 4:17

7" (RKID55X)
1. I'm Outta Time (Twiggy Ramirez remix) – 6:14
2. The Shock of the Lighting (Jagz Konner remix) – 6:40

Digital bundle
1. I'm Outta Time (album version) – 4:10
2. I'm Outta Time (Twiggy Ramirez remix) – 6:14
3. I'm Outta Time (demo) – 4:01

## Classifiche
| Classifica (2008) | Posizione massima |
| ----------------- | ----------------- |
| Austria           | 62                |
| Belgio (Fiandre)  | 56                |
| Belgio (Vallonia) | 64                |
| Francia           | 48                |
| Germania          | 62                |
| Giappone          | 78                |
| Italia            | 25                |
| Regno Unito       | 12                |